# Igreja Matriz de Caminha

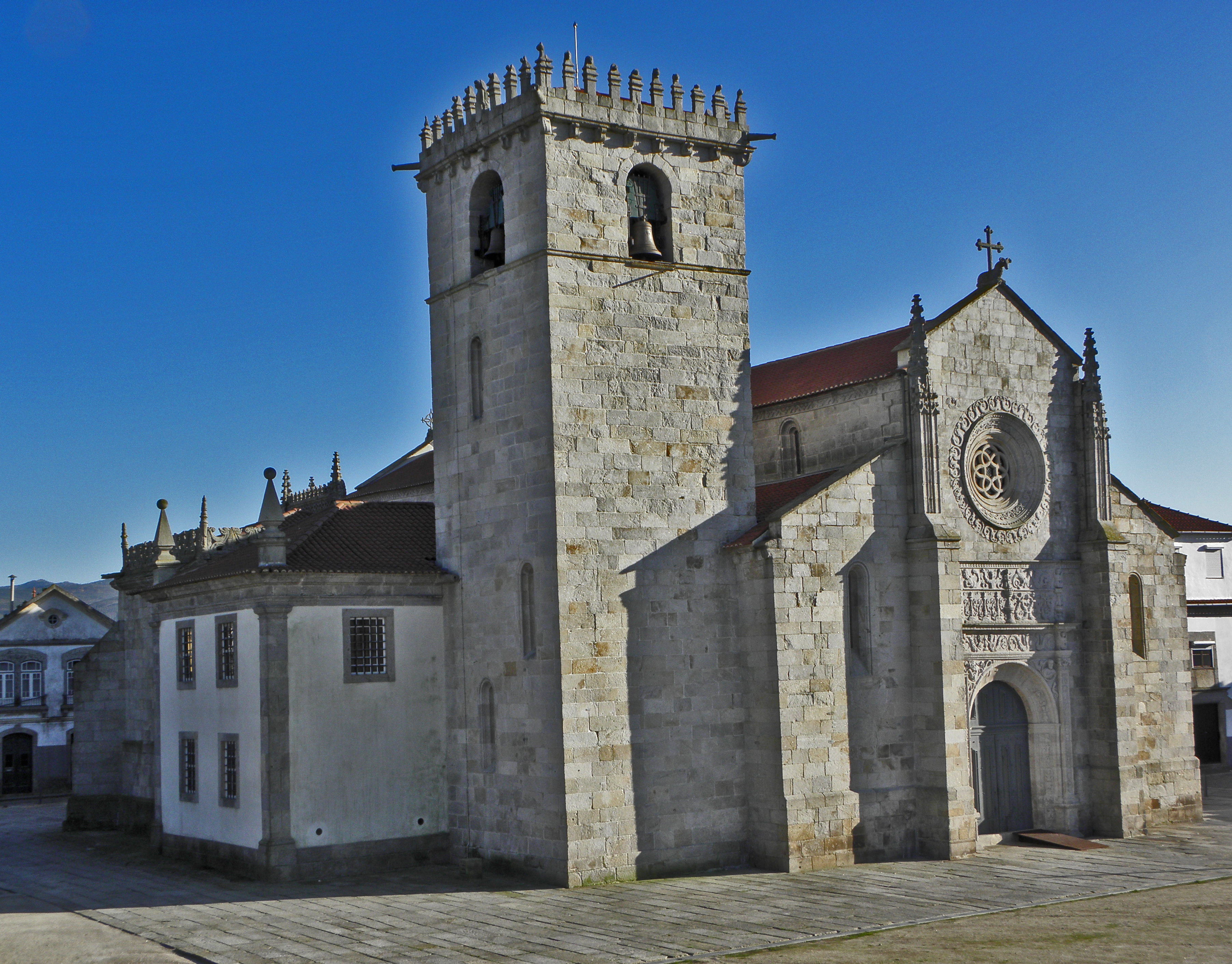
Igreja Matriz Nossa Senhora da Assunção von Caminha

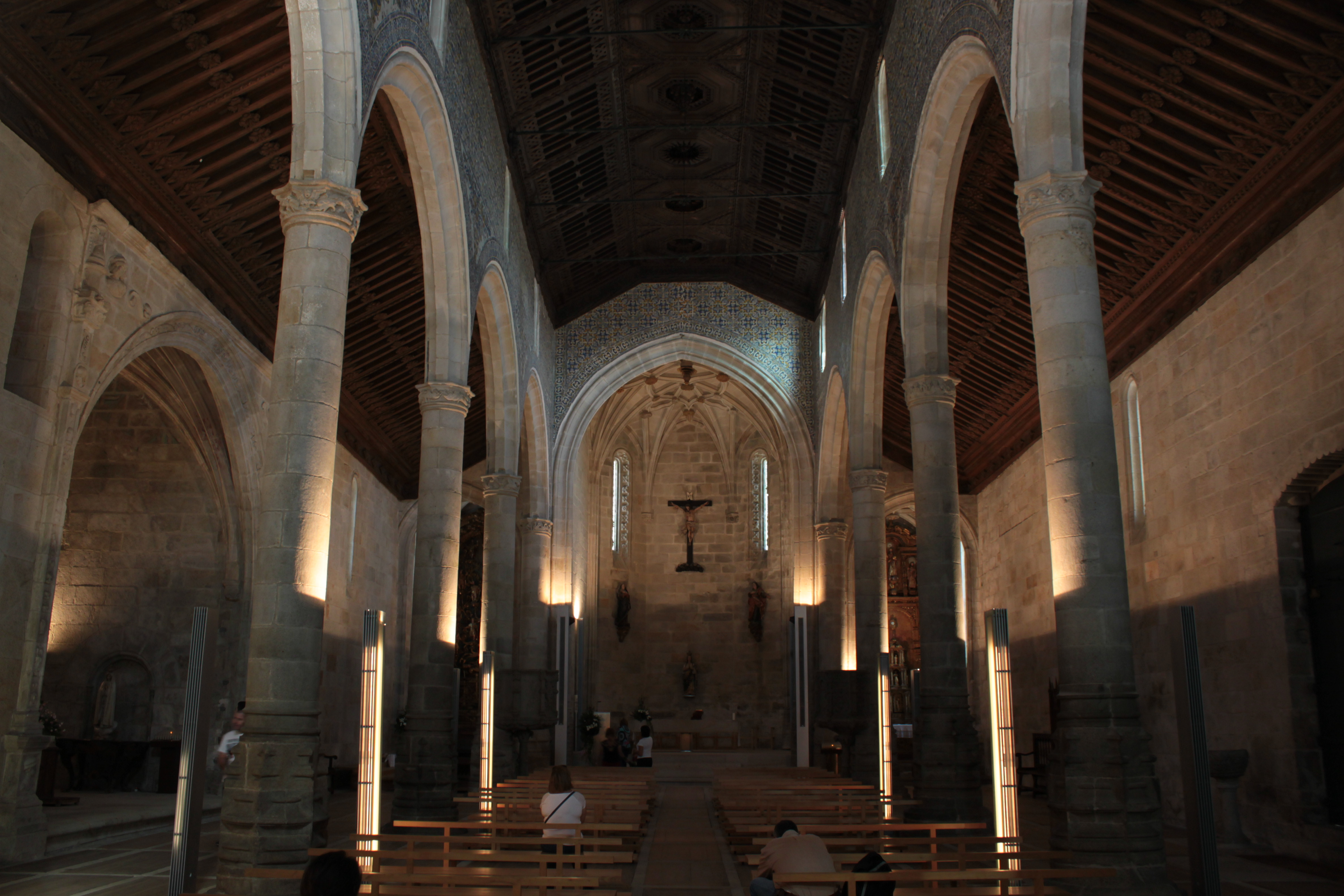
Inneres der Kirche Nossa Senhora da Assunção in Caminha

Die Igreja Matriz de Caminha (Hauptkirche von Caminha), auch Igreja de Nossa Senhora da Assunção, liegt im Kreis Caminha im Bezirk Viana do Castelo in Portugal. Sie gilt als eine der bedeutendsten Kirchen in Nordportugal.

## Geschichte
Die Kirche wurde innerhalb der mittelalterlichen Stadtmauern errichtet, über den Resten einer romanischen Kapelle. Die Arbeiten begannen 1488 unter der Leitung von Tomé de Tolosa und Francisco Fial, zwei Architekten von der Biscaya. Die nachfolgenden Baumeister stammten aus der gleichen Region oder aus Galicien, darunter João de Tolosa und Pero Galego. Die Arbeiten gingen nur langsam voran und wurden erst 1556 mit dem Turmbau beendet. Daher zeigt das Bauwerk eine komplexe Mischung von Stilen und Einflüssen, mit gotischen, manuelinischen und Renaissance-Elementen.
Nossa Senhora da Assunção wird seit dem 16. Juni 1910 als Monumento Nacional geführt. Nach einer Phase der Restaurierung, Reinigung und Stabilisierung wurde sie 2008 wiedereröffnet.

## Beschreibung

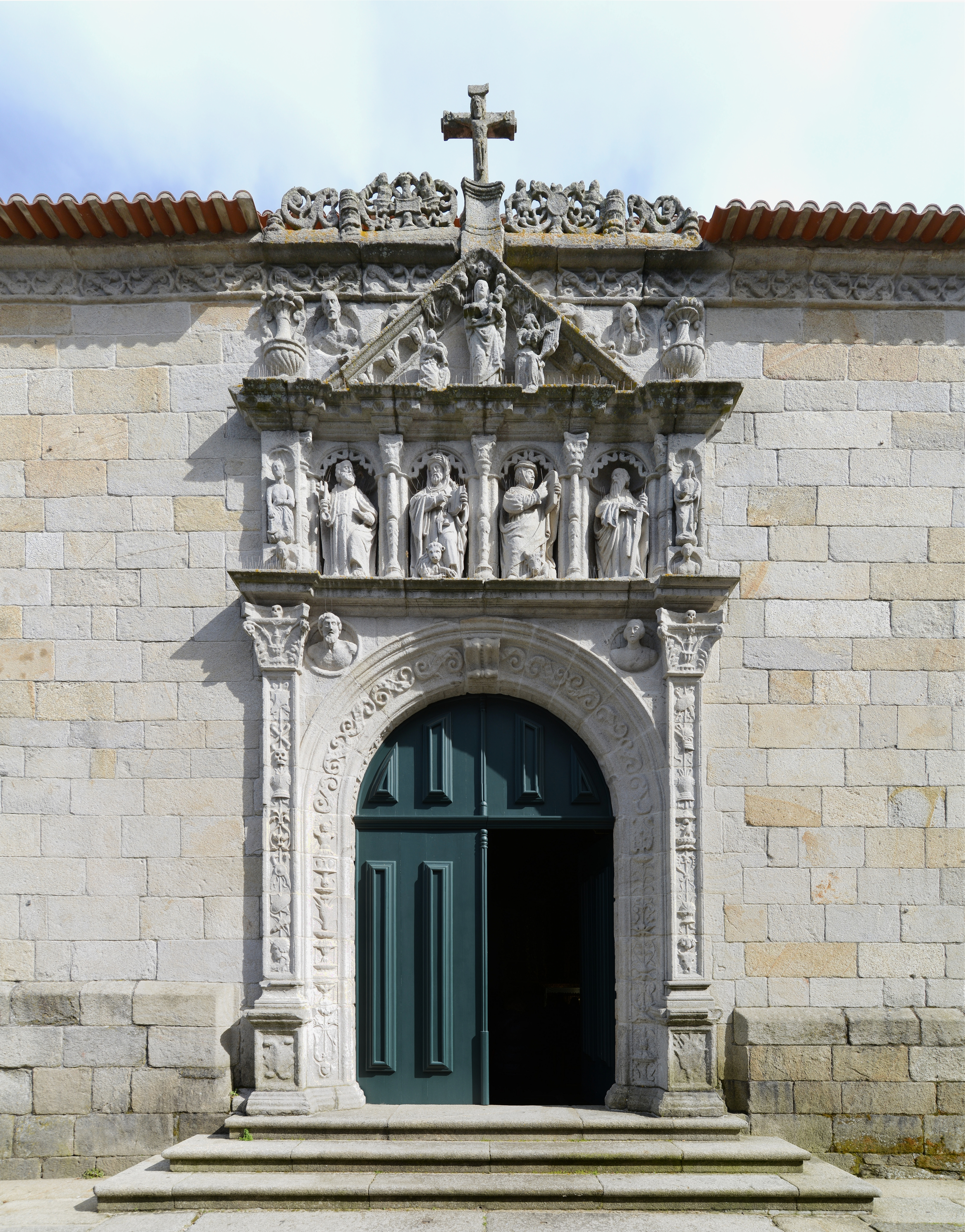
Südliches Seitenportal der Igreja Matriz, Caminha

Das Gebäude wurde aus Granit der Region gebaut. Es zeigt einen dreischiffigen Grundriss mit einem etwas höheren Mittelschiff, typisch für gotische Kirchen im Norden Portugals. Die Schiffe werden durch hohe Bögen getrennt, die auf schlanken zylindrischen Säulen ruhen; über den Bögen, im Hauptschiff, läuft ein wertvoller Fries polychromer Azulejos aus dem 16. Jahrhundert.
Manuelinische und platereske Elemente dominieren in der Struktur und äußeren Dekoration der Kapitelle, die mit denen der Sé von Braga und von Santa Maria Mayor in Pontevedra verwandt sind. Beide Portale sind Renaissance. Das Hauptportal, im Westen und ziemlich verwittert, wird von einer Rosette überhöht. Das südliche Portal – João de Tolosa zugeschrieben – zeigt die kunstvollste bildhauerische Dekoration und die komplexeste Ikonographie des ganzen Gebäudes.
Bemerkenswert ist die reichgeschnitzte Decke aus Kastanienholz im Mudéjarstil, die sich über die drei Schiffe spannt und als eine der besten Arbeiten der Kunsttischlerei im ganzen Land betrachtet wird. Sie stammt von Francisco Muñoz, einem galicischen Schnitzer aus Tui, und wurde 1565 vollendet. Sie soll auch maghrebinische und indische Einflüsse aufweisen und gilt als einzigartig in Portugal. Zwischen 1941 und 1943 wurde sie sorgfältig restauriert.
Die Capela dos Mareantes (Seefahrerkapelle) von 1511 im linken Seitenschiff – die weitläufigste und prachtvollste der ganzen Kirche –, wird durch einen breiten klassischen Bogen eröffnet, der als erstes dokumentiertes Werk der Renaissance in Portugal gilt. In der Kapelle der Nossa Senhora do Rosário (Muttergottes vom Rosenkranz) in der linken Apsis enthält eine Wurzel Jesse in barocker Talha-dourada-Schnitzerei, eine Arbeit von Manuel Pinto Vilalobos (1704). In der Capela do Santíssimo (Kapelle des Allerheiligsten Sakraments) in der rechten Apsis, befindet sich ein großes Tabernakel in talha dourada mit Szenen der Passion von Francisco Fernandes (1674). Auch die granitene Kanzel auf der Evangelienseite und die Azulejos in den Seitenschiffen sind bemerkenswert.
Der manuelinische Zierfries (platibanda), der um das ganze Dach lief, wurde im Januar 1636 durch einen Sturm stark beschädigt, der auch einen Teil des Glockenturms zerstörte. Die Kirche wurde außerdem während der Restaurationskriege von spanischen Truppen bombardiert. Im Laufe der 1930er Jahre wurde das Gebäude Opfer einer drastischen "Restauration", während der mehrere Seitenkapellen entfernt und der Hochchor, die Orgeln und die meisten barocken Schmuckelemente vollständig zerstört wurden. Ein Teil der Decke des Chores wurde für die Halle (Salão de Actos) des Rathauses wiederverwendet, wo sie sich immer noch befindet.

Architekturdetails an der Igreja Matriz de Caminha
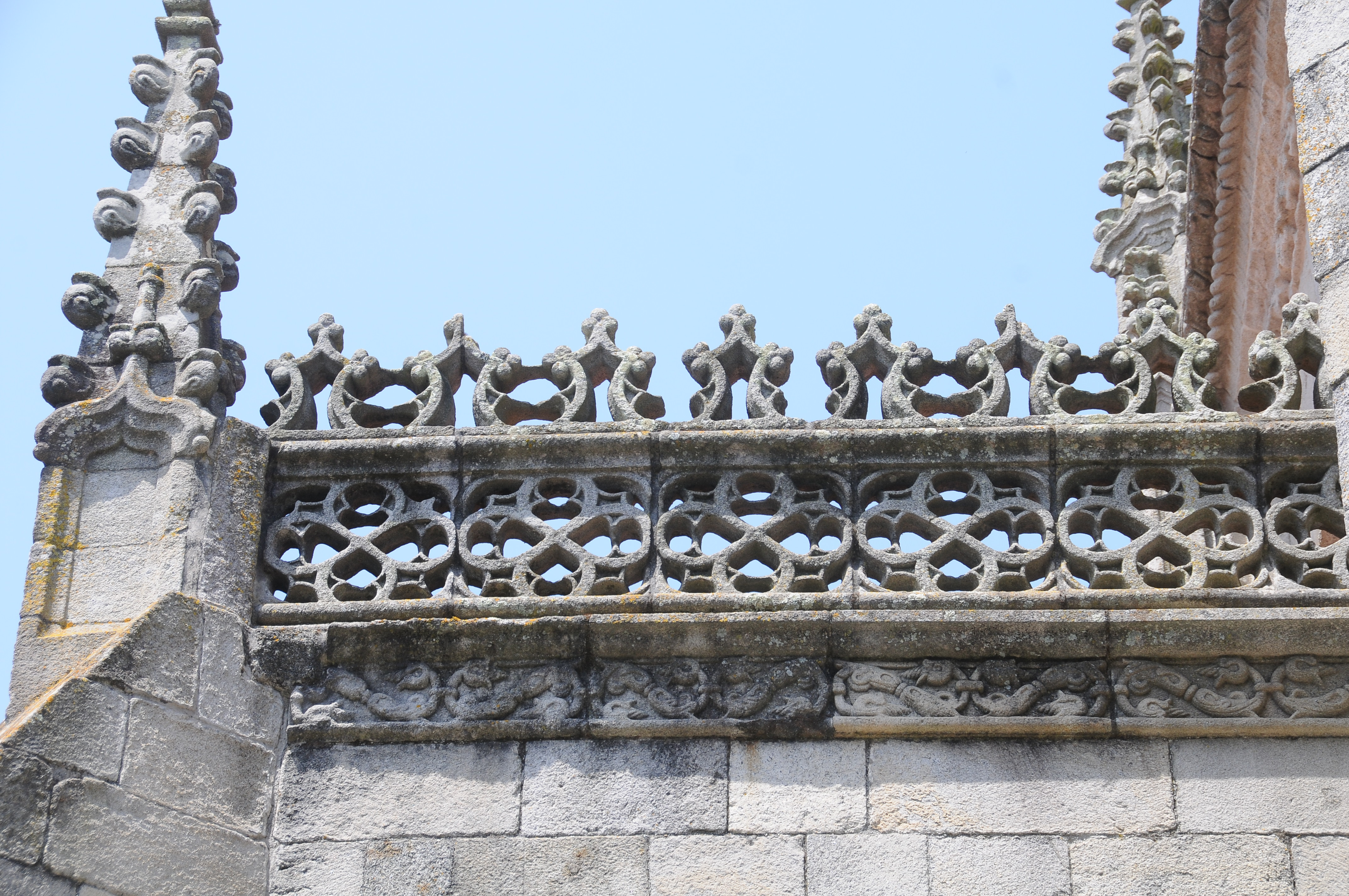
Durchbrochenes Maßwerk auf dem Dach
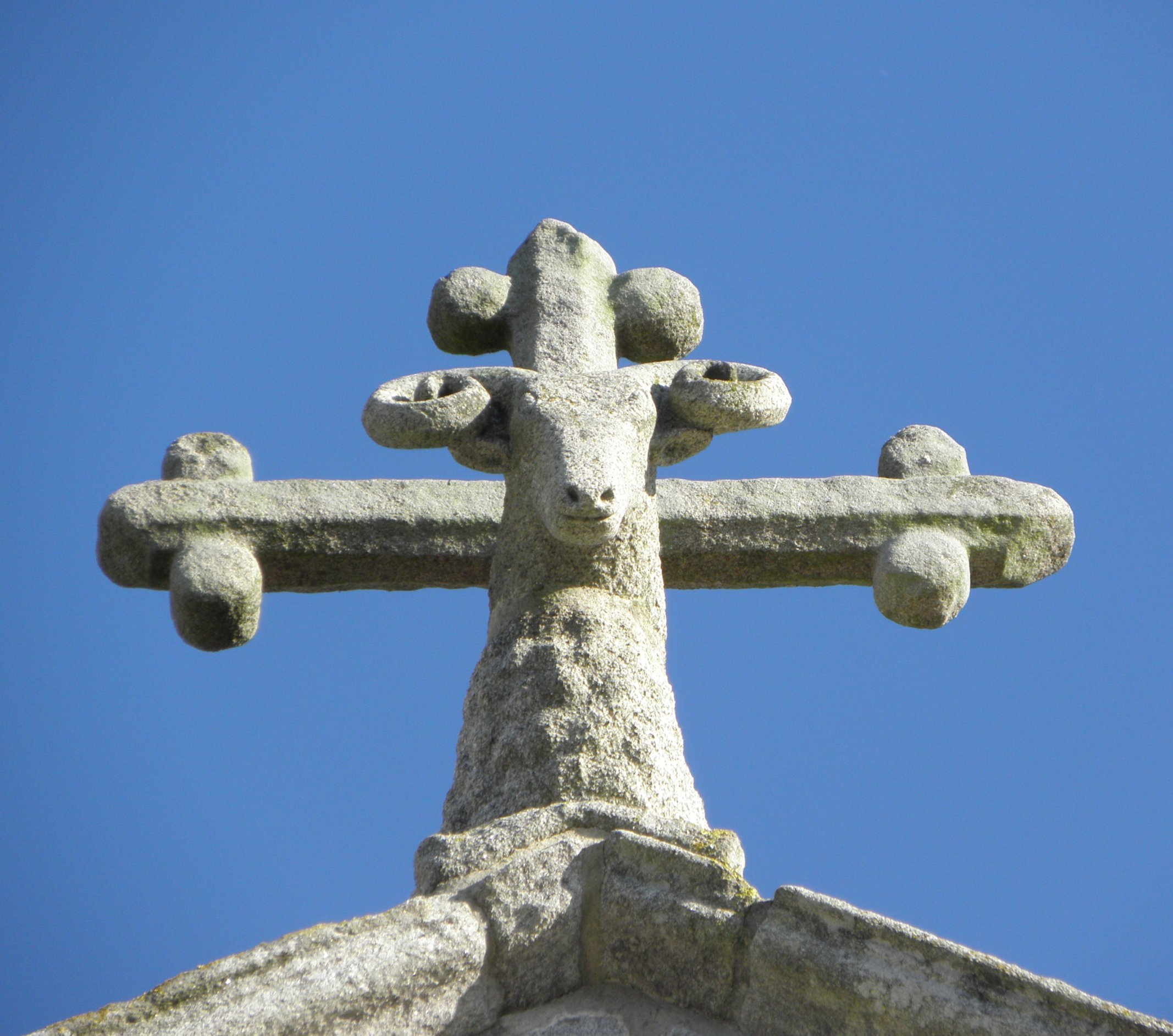
Kreuz mit Lamm Gottes am Giebel
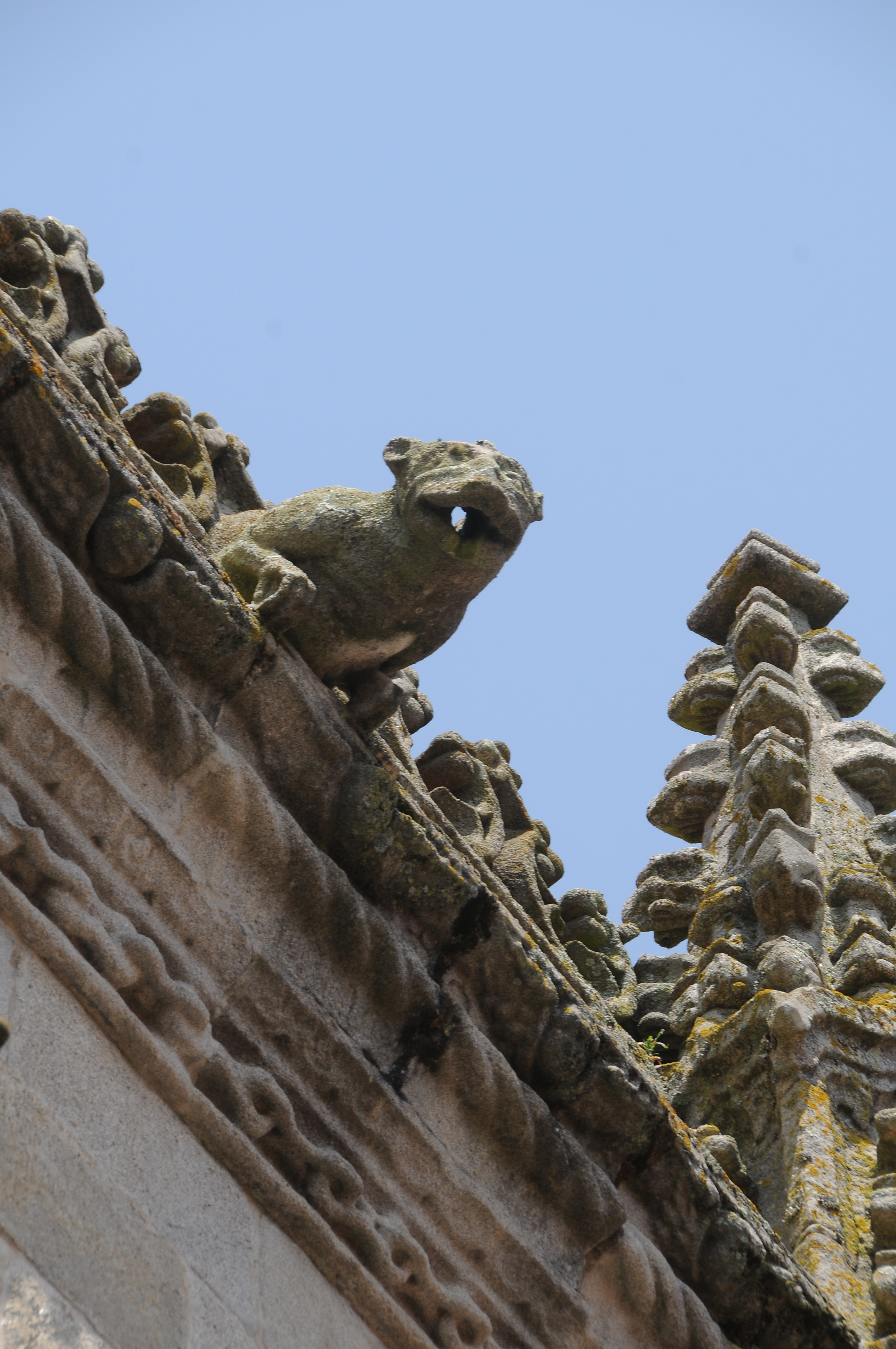
Wasserspeier
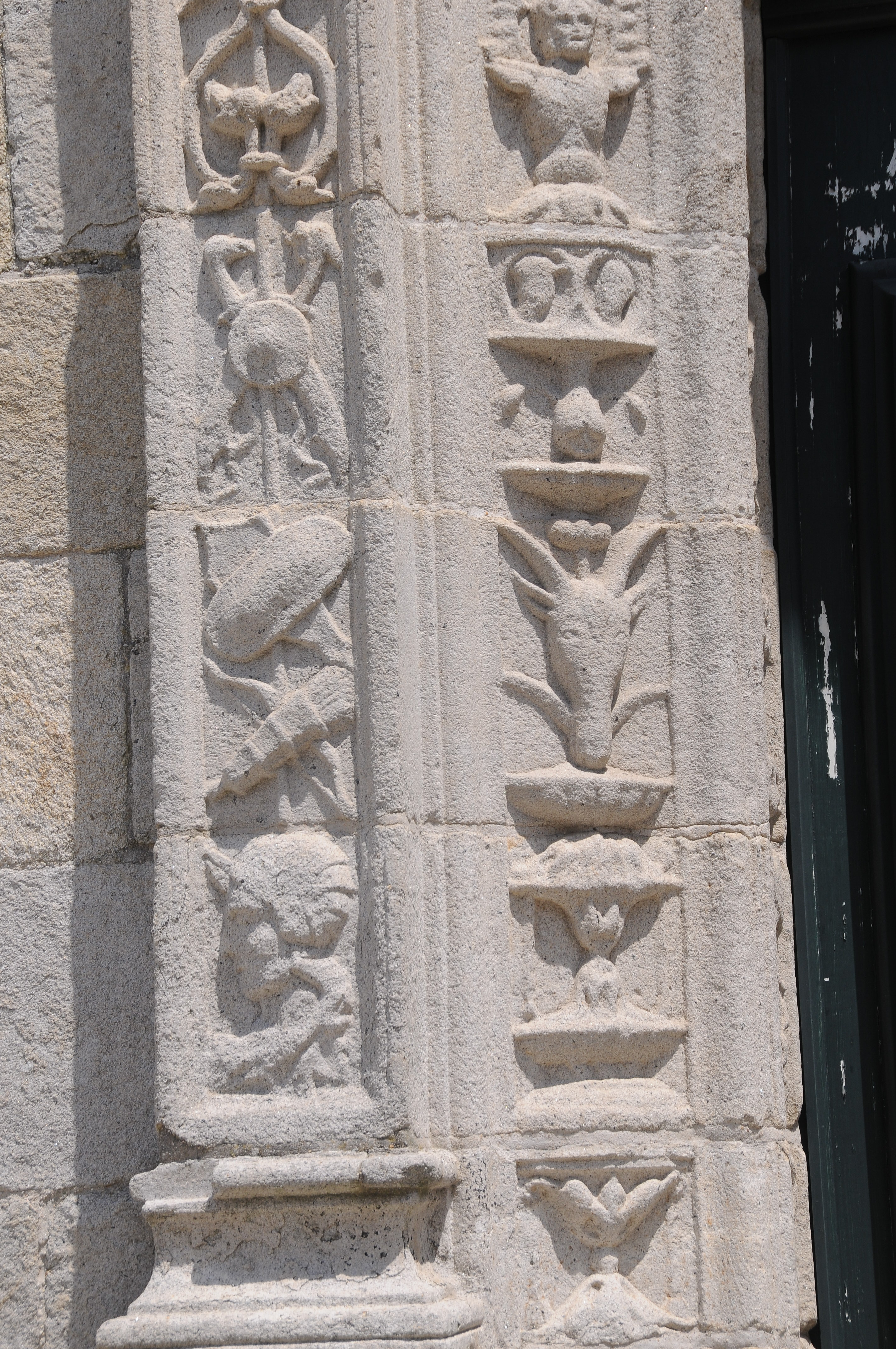
Detail vom Seitenportal
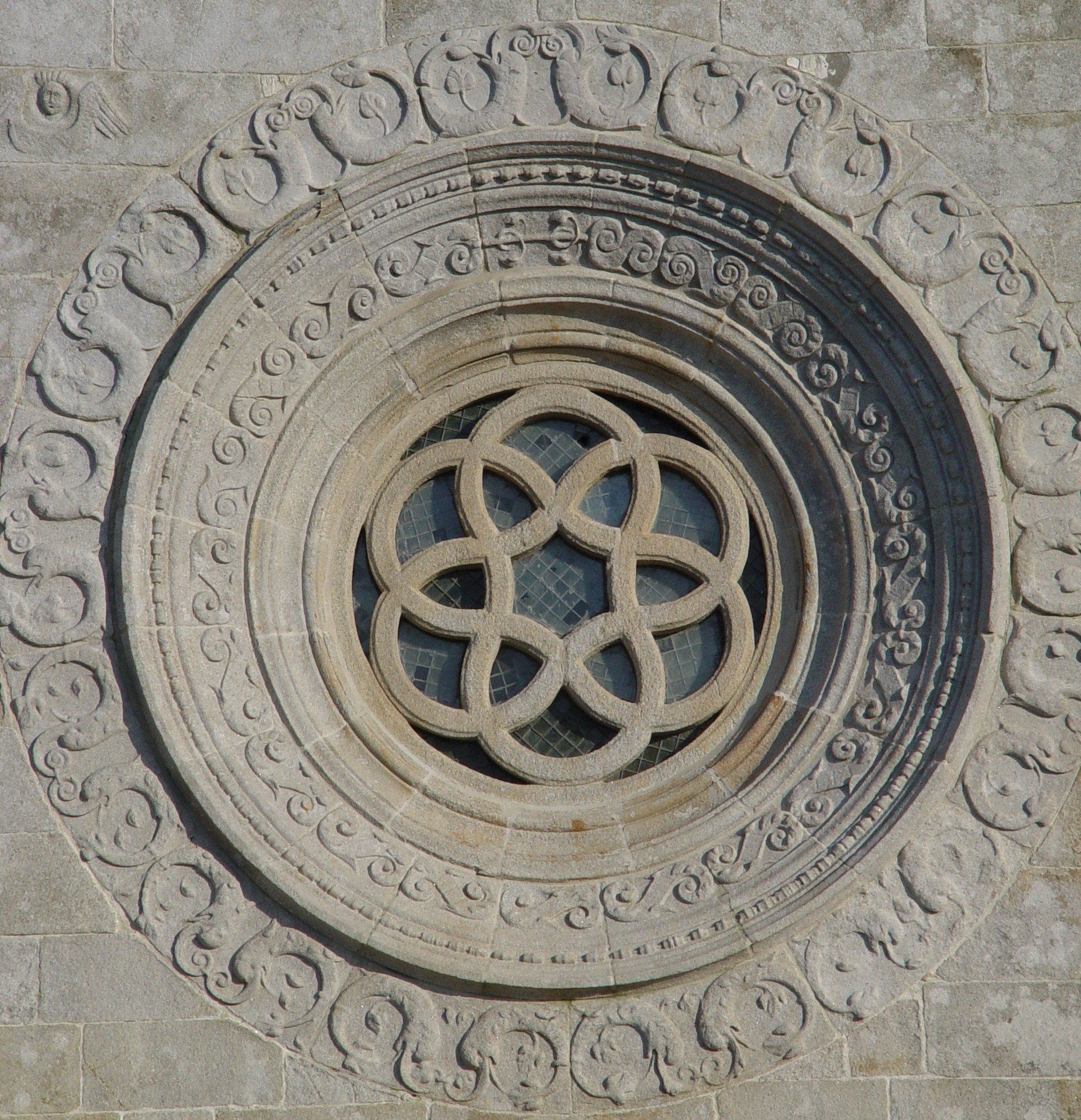
Rosette
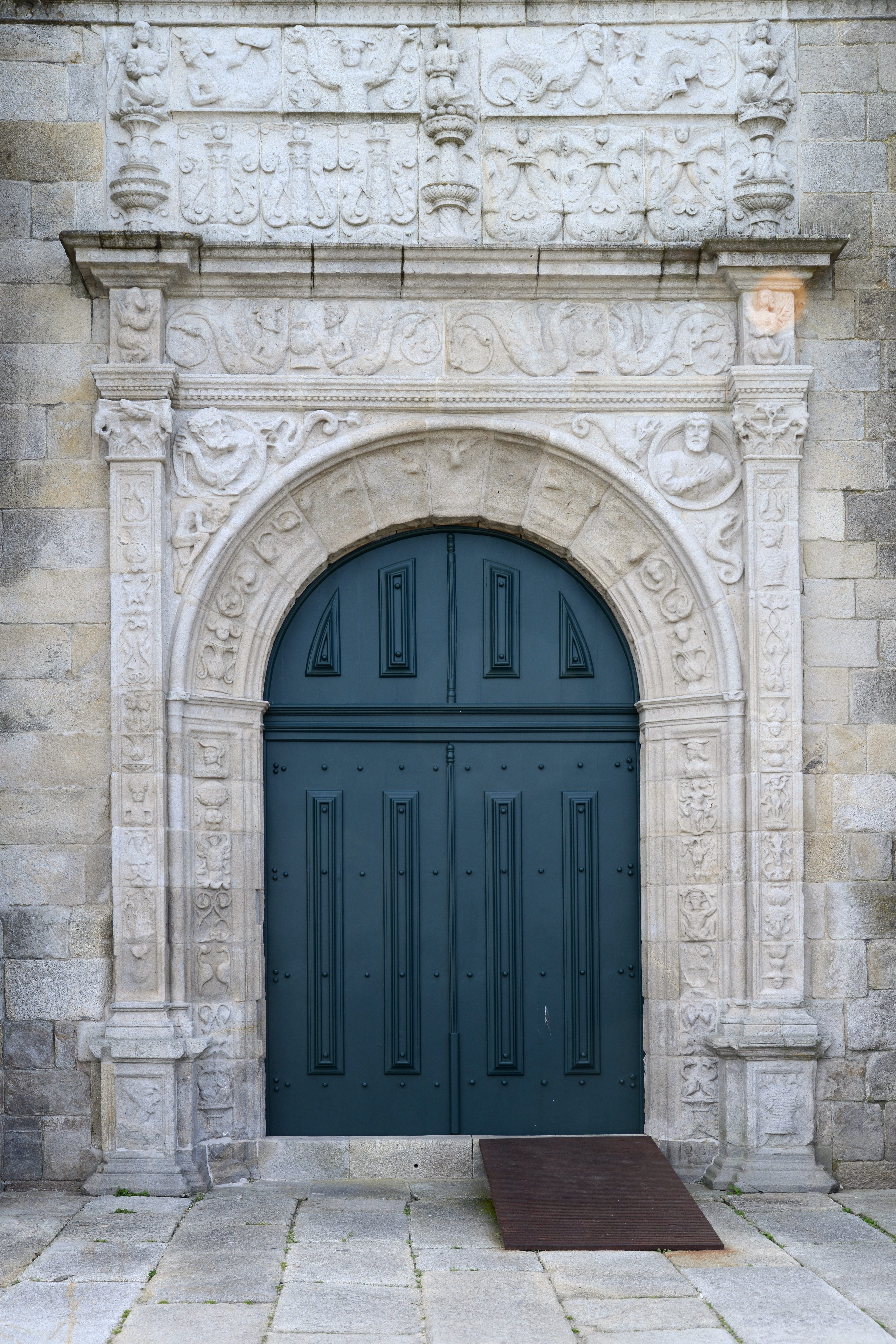
Westportal (Hauptportal)
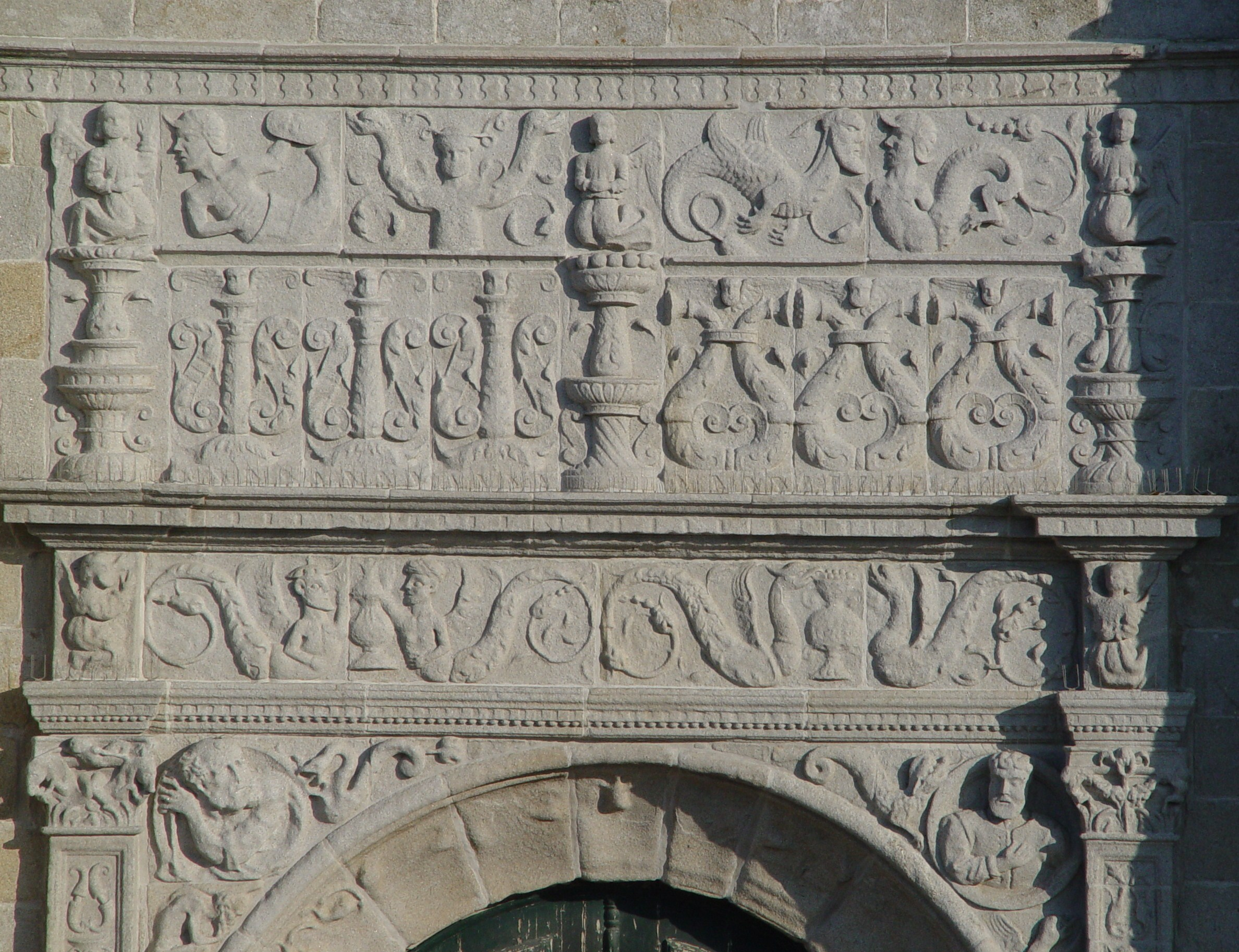
Reliefs im Groteskenstil über dem Westportal
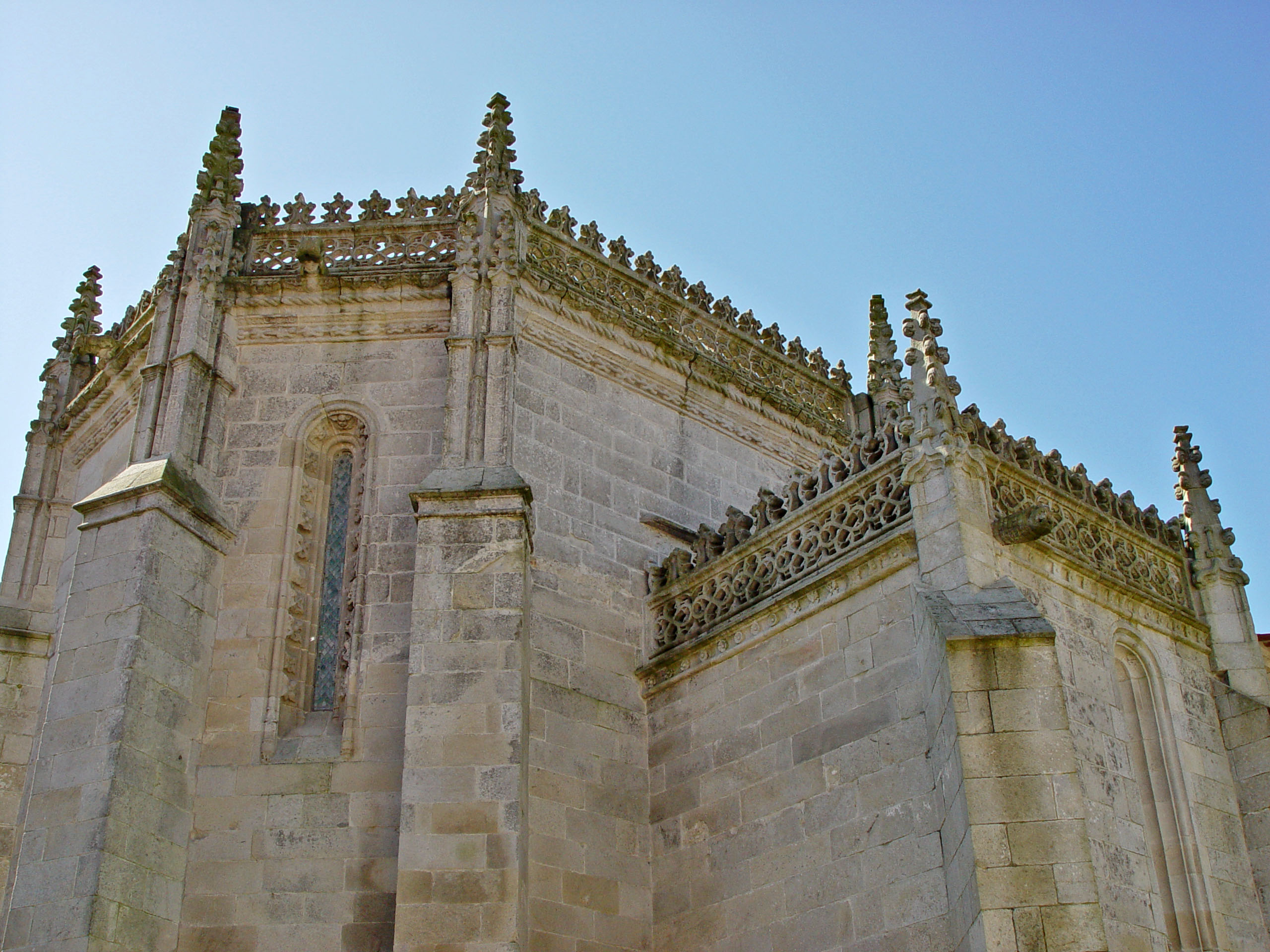
Außenansicht vom Chor
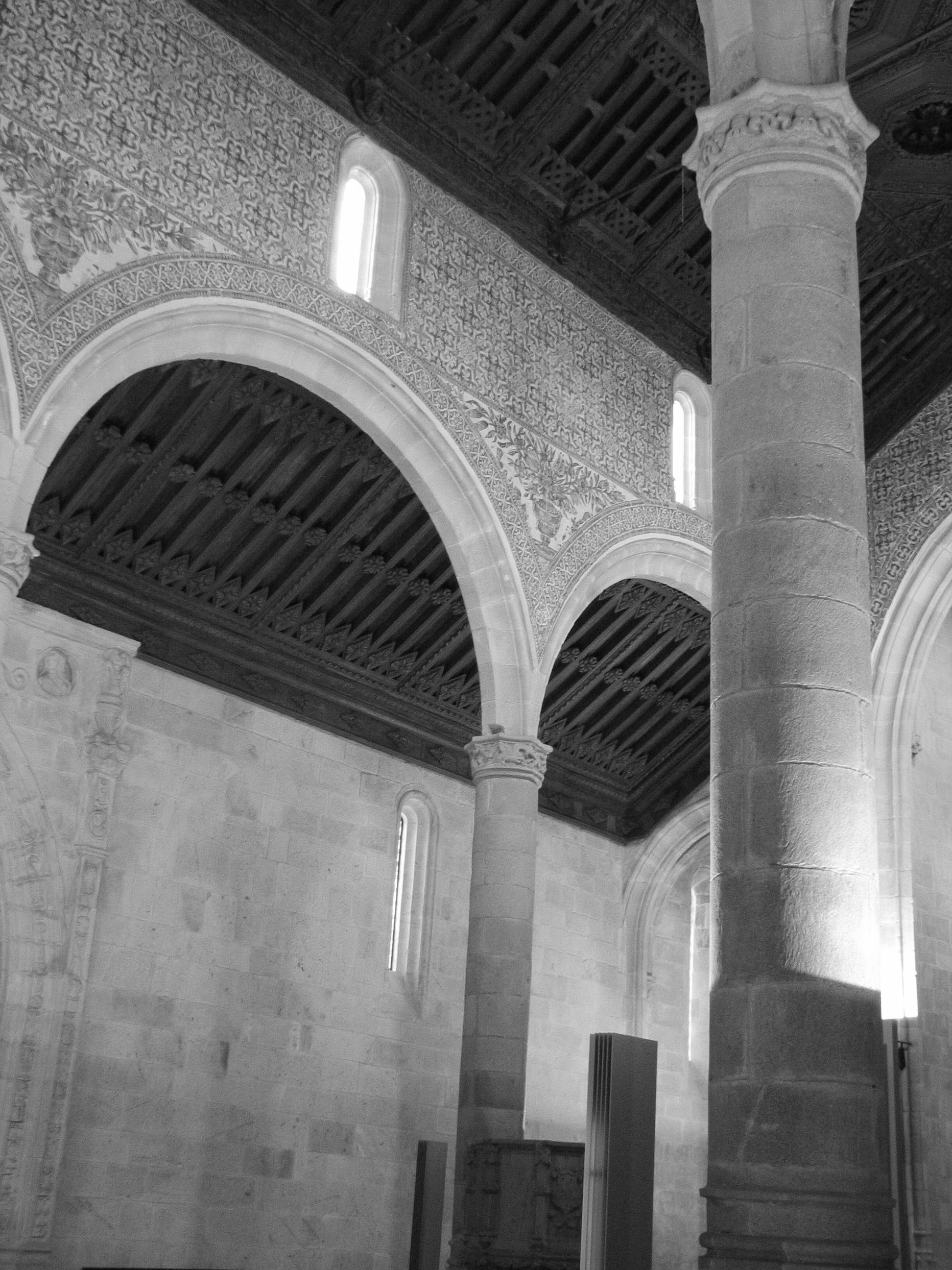
Innenansicht mit Bögen, Azulejos und Holzdecke